# Рассвет (Чуйская область)
Рассвет — село в Аламудунском районе Чуйской области Кыргызстана. Входит в состав Ала-Арчинского аильного округа. Код СОАТЕ — 41708 203 805 02 0.

## Население
По данным переписи 2009 года, в селе проживало 368 человек.